# Avondale Williams
Prince Avondale Williams (10 de outubro de 1977) é um ex-futebolista e treinador de futebol das Ilhas Virgens Britânicas que atuava como atacante. É o maior artilheiro da seleção local, com 5 gols.

## Carreira
Entre 1997 e 2007, jogou por Veterans e BVI Rangers, dois clubes da ilha de Tortola, a principal do território. Aposentou-se em 2010, defendendo o Islanders, pelo qual atuava desde 2008.
Pouco depois de sua aposentadoria como jogador, assumiu o comando técnico da Seleção das Ilhas Virgens Britânicas, substituindo Patrick Mitchell. Exerceu a função até 2016.